# 儿女情长
《儿女情长》 是1996年中国上海电视台播出的一部都市家庭剧。本剧演绎上海市普通人家的亲情故事。
本剧获得1997年第15屆中国电视金鹰奖最佳长篇电视剧。

## 演员表
| 演员   | 角色   | 简介         |
| ------ | ------ | ------------ |
| 奇梦石 | 童福昌 | 父亲         |
| 王玉梅 | 方秀云 | 母亲         |
| 奚美娟 | 童建菊 | 大姐         |
| 张芝华 | 童建梅 | 二姐         |
| 吴 冕  | 童建兰 | 三姐         |
| 佟瑞欣 | 童建设 | 小弟         |
| 任 泉  | 童沙波 | 童建菊的儿子 |
| 王诗槐 | 高士达 | 童沙波的父亲 |
| 余娅   | 胡金娣 | 童建设妻     |